# Sonatine pour flûte et piano de Dutilleux
Pour les articles homonymes, voir Sonatine pour flûte et piano.
La Sonatine pour flûte et piano est une œuvre de musique de chambre d'Henri Dutilleux composée en 1943.

## Présentation
La Sonatine est une pièce commandée au jeune Henri Dutilleux par Claude Delvincourt, directeur du Conservatoire de Paris, pour servir de morceau de concours imposé pour les prix de flûte de l'établissement en 1943. La partition est composée en mars et avril 1943.
L'œuvre, écrite pour flûte et piano, est dédiée à Gaston Crunelle, professeur de flûte du Conservatoire. Elle est créée le 17 juin 1943, en présence du compositeur au sein du jury, par les élèves concourant pour leur prix de sortie du conservatoire. L'année suivante, elle est donnée en première audition en concert par Crunelle à la flûte et le compositeur au piano, salle des Agriculteurs (Paris), le 7 janvier 1944.
La partition est publiée par Alphonse Leduc en 1943.
La sonatine comprend trois parties enchaînées :
- Allegretto[1], « qui déroule [...] une phrase d'une beauté élégante sur un rythme volontairement déséquilibré[2] », à 
[2] ;
- Andante[1], qui s'enchaîne après une courte cadence de la flûte solo[2], partie centrale au « lyrisme expressif qui s'amplifie et mène directement au finale[2] » ;
- Animé[1], finale « vif et léger, d'une grande transparence[2] ».

La durée moyenne d'exécution de la Sonatine pour flûte et piano est d'un peu moins de dix minutes environ.    
Dans le catalogue des œuvres d'Henri Dutilleux établi par le musicologue Pierre Gervasoni, la pièce porte le numéro PG 16. L'œuvre existe aussi dans une orchestration de Kenneth Hesketh.

## Discographie
- Henri Dutilleux : pages de jeunesse, Vincent Lucas (flûte) et Pascal Godart (piano), Indesens INDE004, 2007[5].
- Dutilleux: Chamber Music with Piano, Andrea Oliva (flûte) et Akanè Makita (piano), Brilliant Classics 94738, 2014.
- Henri Dutilleux: The Centenary Edition, CD 7, Emmanuel Pahud (flûte) et Éric Le Sage (piano), Erato 0825646047987, 2015[6].
- Henri Dutilleux : musique de chambre, Magali Mosnier (flûte) et Sébastien Vichard (piano), Hérisson LH15, 2017[7].
- Dutilleux: Le Loup, Sonatine, Sonate, Sarabande et cortège, Kenneth Hesketh (orchestration), Adam Walker (en) (flûte), Sinfonia of London, John Wilson (en) (dir.), Chandos CHAN 5263, 2021[8].